# 앤드류 플레밍
앤드류 플레밍(영어: Andrew Fleming, 1963년 3월 14일 ~ )은 미국의 각본가, 영화 감독, 영화 프로듀서, 배우이다.

## 참여 작품

### 영화
- 악령의 분신
- 판도라의 상자 (1994년 영화)
- 크래프트 (영화)
- 딕 (영화)
- 위험한 사돈
- 낸시 드류 (영화)
- 햄릿 2
- 베어풋
- 미스터 앤 미스터 대디
- 크래프트: 레거시

### 텔레비전
- 못말리는 패밀리
- 뉴 걸
- 마이클 J. 폭스 쇼
- 영거 (TV 시리즈)
- 채울 수 없는
- 에밀리, 파리에 가다

### 배우
- 파이어드 업!
- 이지 A
- 프렌즈 위드 베네핏
- 애니 (2014년 영화)